# 石原須磨男
石原須磨男（いしはら すまお、1903年5月1日 - ?）は、日本の俳優。兵庫県神戸市出身。

## 経歴
当初は、「石原須磨夫」名義で活動しており、中学を中退した後の1921年（大正10年）に新声劇に入団。後に、女優・栗島すみ子の父にあたる栗島狭衣に師事して栗島プロに参加。1930年（昭和5年）、松竹下加茂撮影所に入社、1932年12月の『忠臣蔵 前篇〜赤穂京の巻〜』にて初出演。
1947年大映に移籍。以後、『お遊さま』（1951年）『近松物語』（1954年）『山椒大夫』（同）などの溝口健二監督作品や時代劇で高齢者役を演じ、大映倒産後は『木枯らし紋次郎』（1972年）などテレビにも多数出演。
記録上最後の出演作は『丹下左膳 剣風!百万両の壺』（フジテレビ、1982年10月22日放送）だったとされている。